# Berghaus Bäregg
Das Berghaus Bäregg (auch Bäregghütte) ist eine 2006 neu errichtete Hütte in der Schweizer Gemeinde Grindelwald, Kanton Bern. Die Hütte befindet sich am Westhang des Mättenbergs auf einer Höhe von 1772 m ü. M. in den Berner Alpen.

Blick von der Bäregghütte auf den Unteren Grindelwaldgletscher mit Gross Fiescherhorn. Am unteren Bildrand die Überreste der Stieregghütte.

Am 25. April 2006 begannen die Bauarbeiten zur Errichtung der neuen Hütte. Nach nur zwei Monaten Bauzeit wurde die Bäregghütte am 27. Juni 2006 fertiggestellt. Die Bäregghütte ist der Nachfolger der Stieregghütte (Lage), welche durch einen Hangrutsch an der rechten Seitenmoräne des Unteren Grindelwaldgletschers im Frühling 2005 buchstäblich am Rande des Abgrunds stand und deswegen am 3. Juni 2005 abgebrannt wurde, um einem Absturz auf den Gletscher zuvorzukommen.
Ab dem Jahr 1858 gab es in der Nähe der Privatalp Pfingstegg ein erstes Bäregg-Wirtshaus. Dies wurde jedoch 1868 und 1906 durch Lawinen zerstört und 1940 aufgegeben.

## Geschichte

Bäregghütte, ca. 1906